# Faramea anisodonta
Faramea anisodonta är en måreväxtart som beskrevs av Johannes Müller Argoviensis. Faramea anisodonta ingår i släktet Faramea och familjen måreväxter. Inga underarter finns listade i Catalogue of Life.